# Belgian Open
Il Belgian Open è stato un torneo femminile di tennis giocato dal 1987 al 2002. Dal 2002 è stato sostituito dal Proximus Diamond Games. Si è disputato diverse località del Belgio su campi in terra rossa.

## Località
1987: Knokke

1988-89: Bruxelles

1992: Waregem

1993: Liegi

1999-2001: Anversa

2002: Bruxelles

## Albo d'oro

### Singolare
| Anno    | Campionessa      | Finalista               | Punteggio     |
| ------- | ---------------- | ----------------------- | ------------- |
| 1987    | Kathleen Horvath | Bettina Bunge           | 6–1, 7–6      |
| 1988    | Arantxa Sánchez  | Raffaella Reggi         | 6–0, 7–5      |
| 1989    | Radka Zrubáková  | Mercedes Paz            | 7–6, 6–4      |
| 1990-91 | non disputato    |                         |               |
| 1992    | Wiltrud Probst   | Meike Babel             | 6–2, 6–3      |
| 1993    | Radka Bobková    | Karin Kschwendt         | 6–3, 4–6, 6–2 |
| 1994-98 | non disputato    |                         |               |
| 1999    | Justine Henin    | Sarah Pitkowski         | 6–1, 6–2      |
| 2000    | Amanda Coetzer   | Cristina Torrens Valero | 4–6, 6–2, 6–3 |
| 2001    | Barbara Rittner  | Klára Zakopalová        | 6–3, 6–2      |
| 2002    | Myriam Casanova  | Arantxa Sánchez         | 4–6, 6–2, 6–1 |

### Doppio
| Anno    | Campionesse                          | Finaliste                          | Punteggio     |
| ------- | ------------------------------------ | ---------------------------------- | ------------- |
| 1987    | Bettina Bunge Manuela Maleeva        | Kathleen Horvath Marcella Mesker   | 4–6, 6–4, 6–4 |
| 1988    | Mercedes Paz (1) Tine Scheuer-Larsen | Katerina Maleeva Raffaella Reggi   | 7–6, 6–1      |
| 1989    | Manon Bollegraf (1) Mercedes Paz (2) | Carin Bakkum Simone Schilder       | 6–1, 6–2      |
| 1990-91 | non disputato                        |                                    |               |
| 1992    | Manon Bollegraf (2) Caroline Vis     | Elena Brjuchovec Petra Langrová    | 6–4, 6–3      |
| 1993    | Radka Bobková María José Gaidano     | Ann Devries Dominique Monami       | 6–4, 2–6, 7–6 |
| 1994-98 | non disputato                        |                                    |               |
| 1999    | Laura Golarsa Katarina Srebotnik     | Louise Pleming Meghann Shaughnessy | 6–4, 6–2      |
| 2000    | Sabine Appelmans Kim Clijsters       | Jennifer Hopkins Petra Rampre      | 6–1, 6–1      |
| 2001    | Els Callens Virginia Ruano Pascual   | Kristie Boogert Miriam Oremans     | 6–3, 3–6, 6–4 |
| 2002    | Barbara Schwartz Jasmin Wöhr         | Tathiana Garbin Arantxa Sánchez    | 6–2, 0–6, 6–4 |